# Narycia epitricha
Narycia epitricha är en fjärilsart som beskrevs av Oswald Beltram Lower 1903. Narycia epitricha ingår i släktet Narycia och familjen säckspinnare. Inga underarter finns listade i Catalogue of Life.